# Netra
Norddeutsche Erdgas-Transversale (NETRA) — трубопровід у Німеччині, що транспортує газ від приймальних терміналів у районі Емдена на схід країни (земля Саксонія-Ангальт).

## Історія
На початку 1990-х років після об'єднання Німеччини в країні розпочалось будівництво мережі газопроводів, яке мало забезпечити повноцінне переведення колишньої НДР на використання прийнятного з точки екології природного газу та інтеграцію її мереж до загальнонаціональної газотранспортної системи. В той же час, розвиток норвезького офшорного видобутку дозволив очікувати на збільшення постачання ресурсу з цієї країни. Як наслідок, виник проект NETRA, який мав забезпечити транспортування норвезького газу до Саксонії-Ангальт. Тут починаючи з 1960-х років розроблялось велике родовище Альтмарк (Зальцведель), газ якого мав настільки низьку теплотворну задатність, що для покращення якостей перед подачею у мережу його доводилось змішувати із виробленим з вугілля синтез-газом. Таким чином, завдяки новому трубопроводу передбачалось перевести Саксонію-Ангальт на природний газ, а завдяки іншим з'єднувальним газопроводам доставити ресурс далі на схід у район Берліна. 
У 1990 році розпочалось будівництво ділянки трубопроводу від приймального терміналу біля Rysum (північніше Емдена) до району Етцель, де тоді ж приступили до спорудження підземного сховища газу. Перший відтинок мав діаметр 1050 мм та довжину 68 км. Наступного року стартувало спорудження ділянки Етцель — Варденбург, де діаметр труб збільшився до 1200 мм. Всі ці об'єкти ввели в дію у 1992 році. У 1994-му спорудили ділянку Варденбург — Ахім, а наступного року Ахім — Зальцведель. Якщо спершу будівництво вели німецькі компанії BEB and Ruhrgas, то на останньому етапі у проект ввійшли як співвласники норвезькі Statoil та Norsk Hydro. Загальна довжина NETRA від Етцель до Зальцведель становить 292 км, робочий тиск 8,4 МПа, річна потужність 15,8-17,8 млрд.м3.
У 1995 році був введений в експлуатацію другий газопровід з Новегії Europipe I, кінцевою точкою якого став приймальний термінал Дорнум на північний схід від Емдена. У 1999-му він був з'єднаний з Етцелем перемичкою довжиною 49 км, внаслідок чого загальна довжина системи NETRA досягла 408 км.
У Зальцведелі  NETRA з'єднується з Газопроводом 303, який тягнеться до Börnicke на газорозподільчому кільці Берліна. Діаметр цього трубопроводу дещо менше ніж у NETRA — 1050 мм, загальна довжина 180 км. Об'єкт, споруджений у партнерстві 50/50 Ruhrgas та Verbundnetz Gas AG (Лейпціг), ввели в експлуатацію у грудні 1994-го.
Невдовзі для підвищення гнучкості газотранспортної системи було вирішено забезпечити з'єднання NETRA із газогоном «Ямал-Європа», що доставляє російський газ через Польщу до компресорної станції Mallnow біля Франкфурта-на-Одері. Спорудження Газопроводу 306 від Börnicke до Kienbaum (де він під'єднується до згаданої станції) вели з 1999 по 2004 рік. Його довжина склала 40 км, діаметр труб 1100 мм, робочий тиск 10 МПа, що дозволяє перекачувати до 11 млрд.м3 на рік, тобто приблизно третину від потужності «Ямал-Європа».
Одночасно із повноцінним запуском системи NETRA у 1995 році ввели в експлуатацію трубопровід Варденбург — Верне, який забезпечив зв'язок із газотранспортним коридором у центральну та південну Німеччину.
В 2022-му до NETRA під'єднали плавучий регазифікаційний термінал у Вільгельмсгафені, створений компанією Uniper.